# Eleccions al Parlament d'Andalusia de 2008
Les Eleccions al Parlament d'Andalusia de 2008 se celebraren el 9 de març. Amb un cens de 6.234.104 electors, els votants foren 4.486.009 (72,0%) i 1.605.115 les abstencions (28%). El PSOE guanyà novament, aquest cop amb majoria absoluta, el PP guanya posicions i la Coalició Andalusista no aconsegueix representació. Manuel Chaves és novament president de la Junta d'Andalusia.
- Els resultats foren:

| ← Eleccions al Parlament d'Andalusia, 2008 → |           |       |        |
| Partit                                       | Vots      | %     | Escons |
| PSOE                                         | 2.178.296 | 48,41 | 56     |
| PP                                           | 1.730.154 | 38,45 | 47     |
| Izquierda Unida-Verdes                       | 317.562   | 7,06  | 6      |
| Coalición Andalucista                        | 124.243   | 2,76  |        |
| Unión, Progreso y Democracia                 | 27.712    | 0,62  |        |
| LV                                           | 25.886    | 0,58  |        |
| Partido de Almería                           | 14.806    | 0,33  |        |
| Convergencia Andaluza                        | 7.862     | 0,17  |        |
| Ciudadanos-Partido de la Ciudadanía          | 6.024     | 0,13  |        |
| IR                                           | 4.815     | 0,11  |        |
| Partido Humanista                            | 3.951     | 0,09  |        |
| PCPA                                         | 2.743     | 0,06  |        |
| Solidaridad y Autogestión Internacionalista  | 2.729     | 0,06  |        |
| Falange Española de las JONS                 | 1.763     | 0,04  |        |
| Partido Social-Demócrata Andaluz             | 1.477     | 0,03  |        |
| Partido Familia y Vida                       | 890       | 0,02  |        |
| Partido Positivista Andaluz                  | 780       | 0,02  |        |

A part, es comptabilitzaren 47.705 (1,1%) vots en blanc.

## Diputats electes
- Manuel Chaves (PSOE)
- Javier Arenas (PP)
- Diego Valderas (IV-LV)